# Moorefield (Wirginia Zachodnia)
Moorefield – miasto w Stanach Zjednoczonych, w stanie Wirginia Zachodnia, w hrabstwie Hardy.